# 12561 Howard
12561 Howard (1998 SX7) là một tiểu hành tinh vành đai chính được phát hiện ngày 20 tháng 9 năm 1998 bởi Spacewatch ở Kitt Peak. Tiểu hành tinh đã được đặt tên cho Ron Howard.